# Cámara de Representantes de Liberia
La Cámara de Representantes es la cámara baja del poder legislativo bicameral de Liberia que junto al Senado, constituye la Legislatura de Liberia.

## Afiliación

### Elegibilidad
El artículo 30 de la Constitución establece cuatro requisitos para los miembros de la Cámara: 1) deben poseer la ciudadanía liberiana, 2) deben tener al menos veinticinco años de edad, 3) deben haber estado domiciliados en el distrito que representan durante al menos un año antes de su elección, y 4) deben ser contribuyentes. En virtud de la Constitución de 1847, los miembros de la Cámara debían poseer un cierto valor de bienes inmuebles dentro de su distrito, lo que en efecto limitaba la capacidad de los ciudadanos indígenas para ser elegidos para la Cámara. La posesión de bienes como requisito para la elección fue eliminada en la Constitución actual.

### Distribución de escaños
Los escaños de la Cámara se reparten entre los condados de Liberia en proporción a su porcentaje de población según el censo nacional, y a cada condado se le garantiza un mínimo de dos escaños. El artículo 80(d) de la Constitución establece que "cada circunscripción tendrá una población aproximadamente igual de 20.000 habitantes, o el número de ciudadanos que la legislatura determine en función del crecimiento de la población". Además, la Constitución limita a 100 el número de escaños que la legislatura puede crear. Actualmente, el número de escaños está fijado en 73, con un promedio de aproximadamente 55.000 ciudadanos por escaño. 
La Comisión Electoral Nacional es responsable de la redistribución de los escaños entre los condados tras la conclusión del censo nacional cada diez años. Según el artículo 80(e) de la Constitución, la Comisión Electoral Nacional también está obligada a redistribuir los distritos electorales dentro de cada condado al mismo tiempo que se realiza la redistribución, a fin de garantizar que todos los distritos electorales tengan la mayor igualdad de población posible. Los distritos de la Cámara de Representantes deben estar contenidos en su totalidad dentro de un solo condado.

### Elecciones
El artículo 83(b) de la Constitución de 1985 estableció originalmente un sistema de dos vueltas para las elecciones a la Cámara de Representantes, según el cual si ningún candidato obtenía la mayoría de los votos, se celebraba una segunda elección un mes después, en la que participaban los dos candidatos con mayor número de votos. El Acuerdo de Paz de Acra suspendió temporalmente esta disposición para las elecciones legislativas de 2005, en las que se utilizó el sistema de votación por mayoría simple. Las elecciones parciales celebradas entre 2006 y 2011 para cubrir los escaños vacantes en la Cámara volvieron al sistema de dos vueltas. Sin embargo, el artículo 83(b) fue modificado por un referéndum constitucional liberiano de 2011 para exigir la votación por mayoría simple en todas las elecciones legislativas futuras.

### Término
Los representantes cumplen un mandato de seis años, sin límite en el número de veces que un representante puede ser reelegido. La Constitución de 1847 originalmente fijó el mandato de los miembros de la Cámara en dos años, aunque este período se aumentó a cuatro años mediante un referéndum en 1905. Según la versión preliminar de la Constitución de 1985, los representantes habrían cumplido un mandato de cuatro años, aunque este período fue cambiado a seis años por el Consejo Popular de Redención antes de la ratificación de la Constitución en 1985.

### Vacantes de mitad de período
La Cámara debe notificar a la Comisión Electoral Nacional de Liberia dentro de los 30 días siguientes a la vacante por muerte, renuncia, incapacidad o expulsión de un representante. La Comisión Electoral Nacional lleva a cabo una elección parcial dentro de los 90 días siguientes a dicha notificación para cubrir la vacante. Los representantes elegidos en una elección parcial sólo son elegidos para cumplir el resto del mandato de su predecesor.

## Deberes

### Legislación
Los proyectos de ley pueden tener su origen en la Cámara o en el Senado, aunque el Artículo 34(d)(i) de la Constitución otorga a la Cámara el poder exclusivo de presentar proyectos de ley de ingresos a la Legislatura. Los proyectos de ley que se originan en la Cámara, incluidos los proyectos de ley de ingresos, pueden ser enmendados por el Senado y devueltos a la Legislatura.

### Controles y contrapesos
La Constitución otorga a la Cámara el poder exclusivo de enjuiciar al presidente, al vicepresidente y a los jueces con el consentimiento de dos tercios de sus miembros. Además, la Cámara debe, junto con el Senado, aprobar cualquier tratado u otro acuerdo internacional firmado por el presidente. Si el presidente veta algún proyecto de ley aprobado por la Cámara y el Senado, el veto puede ser revocado por el voto de dos tercios de los miembros de cada cámara.

## Estructura

### Sesiones
La Cámara celebra una sesión ordinaria cada año, que comienza el segundo lunes laborable de enero y termina el 31 de agosto, con un receso de dos semanas por Semana Santa. En virtud del artículo 32(b) de la Constitución, la Cámara, con el consentimiento de una cuarta parte de sus miembros y una cuarta parte de los miembros del Senado, o el presidente, por iniciativa propia, puede extender la sesión más allá de su suspensión o convocar una sesión extraordinaria fuera de la sesión ordinaria. Las sesiones plenarias se celebran todos los martes y jueves, y las comisiones se reúnen los lunes y miércoles.

### Liderazgo
En la convocatoria de cada nueva legislatura, los representantes eligen a un Presidente de la Cámara de entre sus miembros para presidir la Cámara. La Cámara también elige a un Vicepresidente, que preside la Cámara en ausencia del Presidente.  Tanto el presidente como el vicepresidente ejercen el cargo durante todo el período de la Legislatura y pueden ser removidos de sus cargos con el consentimiento de dos tercios de los representantes. En caso de una vacante en la presidencia, el vicepresidente ejerce como Presidente hasta la elección de un reemplazo dentro de los sesenta días.

### Comités
El Artículo 38 de la Constitución faculta a ambas cámaras de la Legislatura para crear tanto comités como subcomités, con la única salvedad de que el Comité de Medios, Arbitrios, Finanzas y Presupuesto debe estar compuesto por un representante de cada condado. El Presidente designa a todos los presidentes y miembros de los comités de la Cámara.